# Oranne Mounition
 (octobre 2019).
Si vous disposez d'ouvrages ou d'articles de référence ou si vous connaissez des sites web de qualité traitant du thème abordé ici, merci de compléter l'article en donnant les références utiles à sa vérifiabilité et en les liant à la section « Notes et références ».
Oranne Mounition est née à Paris le 26 octobre 1966. Après des études de Beaux-Arts à Marseille, elle fait des études en réalisation cinéma à l'INSAS de Bruxelles et réside en Belgique depuis 1987.

## Biographie
Oranne Mounition rencontre Fransi de Villar Dille en 1988 à l’INSAS de Bruxelles et ils démarrent là leur collaboration artistique : ils réalisent leur film de fin d’études Période spéciale en collaboration et en coproduction avec l’école de cinéma de La Havane. 
Arrivés à Cuba après l’effondrement du mur de Berlin, quand le castrisme était durement touché sur le plan économique et idéologique, trois films vont témoigner de cette société en mutation. Leurs films ne font cependant pas appel à des commentaires extérieurs ou à des interviews explicatives. Partant de portraits, d’états de vie et de faits centrés autour d’un événement,
Période Spéciale se réfère à un moment difficile de l’évolution du castrisme, moment qui va être vécu par quelques personnages, ouvriers, étudiants, artistes où gens de peu qui vont témoigner de leurs difficultés, de leurs espoirs ou au contraire de leur lassitude devant la dureté de la survie.
Le Secret des choses cerne le phénomène de la Santeria, ce rite afro-cubain cousin du vaudou, et suit une initiation montrant les contradictions, les tensions et les attentes des protagonistes qui abandonnent la révolution pour la religion.
La Nuit de San Lazaro est enfin un document sur le retour du religieux où, du soir au matin, on suit les pèlerins/pénitents qui, dans la plus pure tradition sévillane, à pied ou à genou, vont vivre une nuit d’exaltation religieuse, de souffrances offertes, de prières très extraverties dans le style baroque du pèlerinage fellinien de Cabiria.
Fidèles à l’hispanisme, le couple tourne plus tard[Quand ?] un film sur un bastringue populaire du quartier des Ramblas à Barcelone, la Bohémia, où chantent des travestis.
En 2001 ils présentent le fruit de plusieurs années de travail, une série documentaire sur les Pèlerinages à travers les différentes cultures et religions.

## Filmographie
- 1991 - Voyage à Madrid (Documentaire) 15 min, 16 mm, Prod. I.N.S.A.S.
- 1992 - Période Spéciale (Documentaire) 58 min, 16 mm, Prod. I.N.S.A.S. / E.I.C.T.V.
- 1995 – Le secret des choses (Documentaire) 80/55 min, Béta SP, Prod. C.B.A.
- 1997 – La nuit de San Lazaro (Documentaire) 36 min, Béta SP, Prod. C.B.A.
- 1998 - Yo soy así (Documentaire) 26 min, Béta SP, Prod G.R.E.C.
- 1999 – Adios Bohémia (Documentaire) 57 min, Béta Digital, Prod. Toumouv / C.B.A.
- 2001 – Pèlerinages (Série documentaire) 3 × 52 min, Béta Digital, Prod. Simple Production / Lieurac / La 5 / RTBF / RTP / TVG / CSur